# Karl Schultz
Karl Schultz (Bad Schwartau, 6 de noviembre de 1937) es un jinete alemán que compitió para la RFA en la modalidad de concurso completo.
Participó en dos Juegos Olímpicos de Verano en los años 1972 y 1976, obteniendo tres medallas, bronce en Múnich 1972 y plata y bronce en Montreal 1976. Ganó dos medallas de plata en el Campeonato Europeo de Concurso Completo de 1977.

## Palmarés internacional
| Juegos Olímpicos   | Juegos Olímpicos       | Juegos Olímpicos  | Juegos Olímpicos |
| Año                | Lugar                  | Medalla           | Categoría        |
| ------------------ | ---------------------- | ----------------- | ---------------- |
| 1972               | Múnich (RFA)           | Medalla de bronce | Por equipos      |
| 1976               | Montreal (Canadá)      | Medalla de plata  | Por equipos      |
| 1976               | Montreal (Canadá)      | Medalla de bronce | Individual       |
| Campeonato Europeo |                        |                   |                  |
| Año                | Lugar                  | Medalla           | Categoría        |
| 1977               | Burghley (Reino Unido) | Medalla de plata  | Individual       |
| 1977               | Burghley (Reino Unido) | Medalla de plata  | Por equipos      |